# Caïus et le Gladiateur
Caïus et le gladiateur (titre original : Caius geht ein Licht auf) est un roman pour la jeunesse de l'écrivain allemand Henry Winterfeld, publié à Berlin en 1969. En France, il est paru pour la première fois en 1992 aux éditions Hachette dans la collection « Bibliothèque verte ». 
Il reprend les personnages du roman L'Affaire Caïus écrit en 1953.

## Résumé
Au Ier siècle ap. J.-C., à Rome, sous le règne de l'empereur Tibère. Un groupe d'amis, dont Caïus, tous fils de sénateurs et élèves de l'école de Xanthos, doivent offrir un cadeau pour l'anniversaire de ce dernier. Malgré la difficulté de la tâche, ils parviennent à trouver le don idéal pour un homme occupé : un esclave nommé Udo. Malheureusement, Xanthos, leur professeur surnommé Xantippe, ne se réjouit pas d'en prendre possession. De plus, cet esclave n'est pas apprécié de tout le monde. Bien des gens, dont l'ancien gladiateur Gorgon, brutal et menaçant, ne cessent de le pourchasser. Pour quelle raison ces personnes le persécutent-elles ? Telle est la question que se posent les sept élèves, qui n'oublient pas que toutes leurs économies sont passées dans l'achat d'Udo. C'est de ce fait qu'une enquête pleine de rebondissements et de nouveaux personnages qui va être menée par ces jeunes détectives.

## Éditions françaises
(liste exhaustive)
- 1992 : Caïus et le Gladiateur - Traduit par Jean Esch, illustré par José Jover, éd. Hachette Jeunesse, collection Bibliothèque verte, 218 p.,  (ISBN 2-01-017999-4).
- 1996 : Caïus et le Gladiateur - Traduit par Jean Esch, illustré par José Jover, éd. Hachette Jeunesse, Le Livre de poche Jeunesse no 1115, 255 p.,  (ISBN 2-01-321457-X).
- 2001 : Caïus et le Gladiateur - Traduit par Jean Esch,couverture Joel Cimaron, éd. Le Livre de poche Jeunesse no 1115, 251 p.,  (ISBN 2-01-321888-5).